# Kamil Brabenec
Kamil Brabenec (* 4. Februar 1951 in Znojmo) ist ein ehemaliger tschechoslowakischer Basketballspieler und -trainer.

## Laufbahn
Brabenec nahm mit der Nationalmannschaft der Tschechoslowakei im Zeitraum 1970 bis 1987 an 403 Länderspielen teil. 1972, 1976 und 1980 gehörte er der Olympiamannschaft der CSSR an, bei den Spielen 1976 in Montréal war Brabenec mit 18,8 Punkten je Begegnung der beste Korbschütze der Tschechoslowaken. Bei Olympia 1980 kam er mit 17,6 Punkten auf den zweitbesten Mittelwert innerhalb der Mannschaft. 1974 und 1978 trat er mit der Auswahl seines Landes bei Weltmeisterschaften an. Bei der WM 1978 auf den Philippinen war Brabenec mit 26,9 Punkten je Turnierspiel der beste Korbschütze aller eingesetzter Spieler.
Er war des Weiteren bei acht Europameisterschaftsendrunden dabei. Bei der EM 1985 in der Bundesrepublik Deutschland war er mit 17,9 Punkten je Turnierspiel der beste Korbschütze der tschechoslowakischen Mannschaft, die das Endspiel erreichte, dieses aber gegen die Sowjetunion verlor. 1977 und 1981 gewann der 1,93 Meter große Brabenec EM-Bronze, zweimal wurde er mit seinem Land EM-Vierter. Bei der Europameisterschaft 1977 in Belgien stand er in der Korbjägerliste mit einem Wert von 23,7 Punkten je Begegnung auf dem zweiten Platz hinter dem Niederländer Kees Akerboom. 1977 und 1978 wurde Brabenec in die Europaauswahl berufen.
Auf Vereinsebene spielte er für Ústí nad Labem, Rudá hvězda Pardubice, Zbrojovka Brno, Baník Handlová, BC Brno, Trenčín, Žďár nad Sázavou und Ústí nad Labem. Seine erfolgreichste Zeit verbrachte er in Brno, als er sechsmal tschechoslowakischer Meister (1976, 1977, 1978, 1986, 1987, 1988) wurde. Innerhalb von 19 Spielzeiten in der tschechoslowakischen Liga brachte er es auf einen Wert von 10 726 Punkten, damit setzte sich Brabenec auf den zweiten Platz der ewigen Korbjägerliste. Er nahm ferner an mehreren Europapokalwettbewerben teil. Bei der Wahl zum besten tschechischen Basketballspieler des 20. Jahrhunderts kam Brabenec 2001 auf den zweiten Rang. Von 1989 bis 1991 spielte er für den ungarischen Verein Debrecen.
Als Trainer war er bei den Vereinen Banská Bystrica, KP Brno und Ústí nad Labem tätig.
Seine Tochter Andrea war Basketballnationalspielerin, sein Sohn Kamil bestritt im Eishockey Länderspiele für die Tschechische Republik. Enkel Jakub wurde ebenfalls Leistungssportler im Eishockey.